# Smalandia
Smalandia (szw. Småland) – jedna z dwudziestu pięciu tradycyjnych prowincji Szwecji, położona w jej południowo-wschodniej części, stanowiąca część Götaland. 
Obecnie obszar Smalandii znajduje się na terenie pięciu regionów administracyjnych (län): Jönköping, Kalmar, Kronoberg, oraz części regionów Halland i Östergötland. Największymi miastami Smalandii są Jönköping, Växjö i Kalmar. Nazwa prowincji pochodzi od zbiorczego określenia kilkunastu niewielkich regionów, samorządnych w średniowieczu, z których scalenia powstała Smalandia (dosłownie: „małe kraje”, szw. de små landen).

## Literatura
W Smalandii, w miasteczku Vimmerby, w roku 1907 urodziła się pisarka Astrid Lindgren. Tutaj też rozgrywają się jej niektóre powieści dla dzieci, przede wszystkim Pippi Pończoszanka, Dzieci z Bullerbyn i Emil ze Smalandii.